# Heaven & Earth
Heaven & Earth é o vigésimo primeiro álbum de estúdio da banda inglesa de rock progressivo Yes, lançado pela primeira vez em 16 de Julho de 2014 pela Frontiers Records. É o seu primeiro álbum com o cantor Jon Davison na formação da banda. Foi produzido por Roy Thomas Baker, que trabalhou pela primeira vez com a banda em sessões de gravação em 1979, e mixado pelo ex-membro Billy Sherwood
Após o seu lançamento, Heaven & Earth chegou ao número 20 no Reino Unido, a mais alta performance das paradas da banda desde seu álbum de 1994, Talk. Ele também entrou nas paradas dos EUA no número 26.

## Produção

### Título do álbum
Sobre o nome do álbum, o guitarrista Steve Howe declarou: "De certa forma, o paralelo de dizer "Heaven & Earth" (Céu e Terra) é o mesmo que dizer bom e mau, yin e yang, cima e baixo, esquerda e direita . Eles são dois extremos, eu acho que o caminho pretendido que Roger e eu gostamos foi que, de fato, a Terra é um local físico onde você pode medir você pode fazer coisas e física quântica.[...] Mas o céu é um lugar desconhecido sem destino específico, tanto quanto qualquer um sabe. E ainda assim, não importa se você está totalmente amarrado em uma crença religiosa ou se você é espiritual de uma forma. Isso não requer compromisso religioso - ele só requer consciência para o fato de que há, obviamente, algo lá fora que nós não conhecemos.[...] resume a qualidade dualista do conhecido e do desconhecido e quanto mais você olhar para o conhecido mais você verá que há ainda mais desconhecido do que você sabia antes.

### Gravação

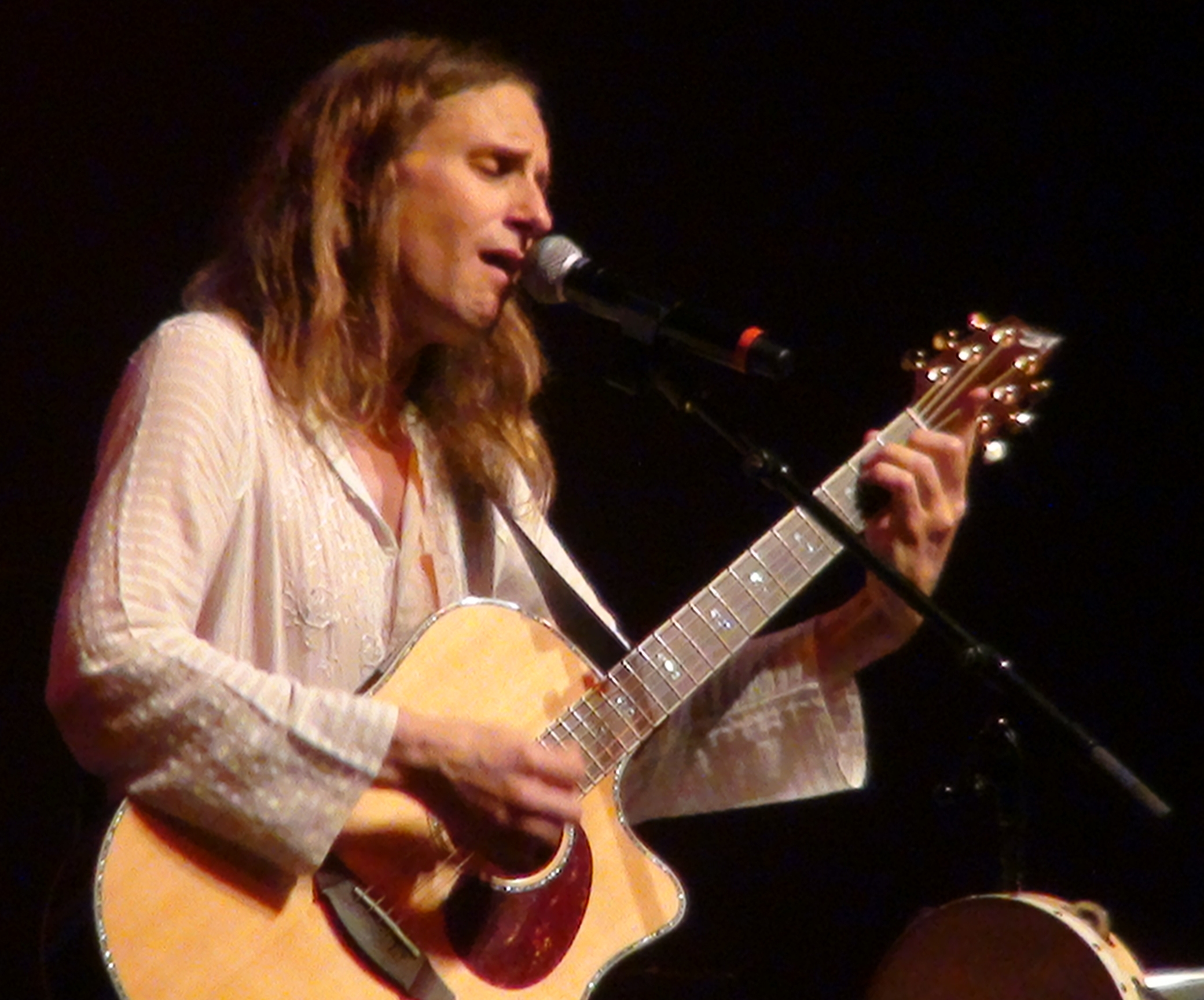
Heaven & Earth é o primeiro álbum gravado com o cantor Jon Davison (na foto aqui em 2013) na formação da banda.

De 6 de janeiro a 14 de março de 2014, a banda gravou um novo álbum, o primeiro com o novo vocalista Davison, na área de Los Angeles com o produtor Roy Thomas Baker. Esta gravação é a primeira associação do Yes 'com Baker desde suas sessões de gravação abortadas em Paris em 1979, algo que o baixista Chris Squire descreveu como "uma experiência muito agradável" e Baker alguém "muito bom para trabalhar". Em janeiro de 2014, a página do Facebook da banda lançou imagens da banda ensaiando no estúdio com Baker. Em 7 de março de 2014, Downes twittou que ele havia completado os teclados para o álbum.
Em 5 de março de 2014, o antigo membro do Yes Billy Sherwood anunciou em uma postagem em sua página no Facebook que iria projetar as sessões de vocal de apoio, que começaram no dia seguinte. Ele também confirmou que, pelo menos, Squire e Howe também iriam cantar vocais de apoio no álbum. Em uma entrevista em abril de 2014, Davison anunciou que a gravação acabou direito no tempo antes de eles terem que deixar para uma turnê (ou seja, a turnê de 2014 pelos Estados Unidos e Canadá começando na Primavera de 19 de Março de 2014), afirmando que "nós estávamos meio que jogar tudo junto no último minuto [...] Nós apenas saímos correndo do tempo e tivemos que pegar a estrada ". Ele também anunciou que haveria oito faixas, além de uma faixa bônus (uma versão acústica de "To Ascend") na versão japonesa.
O álbum estava em fase de mixagem em março de 2014 e depois novamente em maio de 2014.

## Lançamento e performance ao vivo
Heaven & Earth foi lançado em vários territórios entre 16 e 22 de julho de 2014. Ele chegou ao número 20 na parada de álbuns do Reino Unido, a mais alta posição da banda desde Talk (1994), que atingiu o pico no mesmo ponto.
Todas as noites de seu tour de Heaven & Earth, o Yes executará canções de Heaven & Earth com Fragile e Close to the Edge, na sua totalidade, seguido de um bis de seus maiores sucessos.

## Lista de músicas
1. "Believe Again" - Jon Davison, Steve Howe - 8:02
2. "The Game" - Chris Squire, Davison, Gerard Johnson - 6:51
3. "Step Beyond" - Howe, Davison - 5:34
4. "To Ascend" - Davison, Alan White - 4:43
5. "In a World of Our Own" - Davison, Squire - 5:20
6. "Light of the Ages" - Davison - 7:41
7. "It Was All We Knew" - Howe - 4:13
8. "Subway Walls" - Davison, Geoff Downes - 9:03

## Formação
Yes
- Jon Davison - Vocalista e vocais de apoio, violão  (faixas 1 e 6)
- Steve Howe - Guitarra elétrica, acústica e de aço, vocais de apoio
- Chris Squire - Baixo, vocais de apoio
- Geoff Downes - Teclados, programação de computadores
- Alan White - bateria, percussão

Produção
- Roy Thomas Baker - Produção
- Billy Sherwood - Mixagem,[8] engenheiro nos vocais de apoio[6]
- Maor Appelbaum - Masterização
- Roger Dean - arte da capa, logotipo do Yes
- Dave Dysart, Eric Corson - engenharia[10]
- Daniel Meron - engenheiro assistente
- Kate Haynes - sleeve design